# Jack Pudding
Jack Pudding is een oude Engelse kluchtfiguur. Vroeger gaven de Europese komieken de figuur waarmee zij het publiek wilden amuseren, dikwijls de naam van een nationale lekkernij. Voor Engeland werd dit de (plum)pudding.